# مصطفی قانعی
مصطفی قانعی (زادهٔ ۱۲ مهر ۱۳۴۱) پزشک و محقق ایرانی، فوق تخصص ریه، جزو فهرست یک‌درصد دانشمندان برتر جهان در سال ۲۰۱۷ و ۲۰۱۸ ، عضو هیئت عامل صندوق نو‌آوری و شکوفایی، رئیس کمیته علمی ستاد ملی مبارزه با کرونا و رئیس سابق انستیتو پاستور ایران است.وی یکی از هشت دانشمند ایرانی در فهرست دو درصد دانشمند برتر جهان قرار گرفته است.

## پیشینه علمی و اجرایی
قانعی تحصیلات ابتدایی و متوسطه خود را در اصفهان گذراند. او دانش آموختهٔ پزشکی عمومی و متخصص پزشکی داخلی از دانشگاه علوم پزشکی اصفهان و فوق تخصص ریه از دانشگاه علوم پزشکی تهران است.
مهمترین سوابق علمی و اجرایی وی عبارت است از:
- عضو پیوسته (مادام العمر) فرهنگستان علوم پزشکی از سال ۱۳۹۱[۱۱]
- عضو هیئت عامل صندوق نو‌آوری و شکوفایی
- معاون تحقیقات و فن‌آوری وزارت بهداشت درمان و آموزش پزشکی: ۱۳۸۸ تا ۱۳۹۲[۱۲]
- رئیس کمیته علمی ستاد ملی مبارزه با کرونا: ۱۳۹۸ تاکنون[۷]
- رئیس انستیتو پاستور ایران: ۱۳۹۰ تا ۱۳۹۶ (با یک وقفهٔ کوتاه در سال ۱۳۹۲)[۱۳]
- دبیر ستاد توسعه زیست‌فناوری ریاست جمهوری؛ ۱۳۹۲ تا کنون[۱۴]
- دبیر شورای آموزش پزشکی و تخصصی وزارت بهداشت: از ۱۳۹۹ تاکنون[۱۵]

## نوآوری در درمان مصدومین شیمیایی
مصطفی قانعی به دلیل تجربه در درمان مصدومین شیمیایی در سال ۱۳۹۱ توسط دبیرکل سازمان منع سلاح‌های شیمیایی به عضویت این سازمان درآمد.
وی درخصوص نقش تجارب پژوهشی خود در چگونگی تغییر رویکرد و درمان مصدومین شیمیایی گفته بود که «مشکل اصلی در درمان، رویکرد تشخیصی اشتباه بوده‌است چراکه در ابتدا به خاطر فیبروز یا جمع شدن ریه از داروهای کورتونی با دوز بالا استفاده می‌شده اما پس از ۷ سال مطالعه اثبات شده که تشخیص فیبروز ریه غلط و برونشیولیت تشخیص درست است. ۴سال هم صرف تحقیقات علت بروز برونشیولیت شده که نقش اکسیدان‌ها به اثبات رسیده‌است. درمان با آنتی‌اکسیدان‌ها اکنون محور درمان مصدومان شیمیایی است. همچنین از دیگر نتایج تحقیقات ما حذف آنتی‌بیوتیکها از درمان روتین و اضافه شدن داروهای کاهنده بازگشت اسید معده است.»

## بحث پیرامون عدم امکان واردات واکسن فایزر
در شرایط همه‌گیری ویروس کرونا در ایران و پس از تأیید واکسن شرکت فایزر قانعی در مصاحبه ای با صدا وسیما گفت: «ایران هواپیما و امکانات حمل و نقل لازم برای واکسن آمریکایی فایزر را ندارد و اعلام کرده که این واکسن را نمی‌خواهد… به برنامه جهانی کواکس (covax) اعلام کرده‌ایم که این واکسن را نمی‌خواهیم چون برای نگهداری این واکسن به دمای منفی ۷۰ درجه نیاز است و چنین امکاناتی نداریم.» بر خلاف نظر وی رئیس سازمان هواپیمایی کشوری گفت که شرکت‌های هواپیمایی هیچ مشکلی برای انتقال واکسن ندارند. محسن هاجری متخصص نانوالکتریک هم با رد نظرات قانعی گفت: «نه تنها تولید انبوه این فریزرها با قیمت مناسب در کشور ممکن است است، بلکه با توجه به تعداد زیاد این فریزرها در دانشگاه‌های سراسر کشور نیازی به تولید جدید وجود ندارد.»